# Seznam zápasů české a ukrajinské hokejové reprezentace
Toto je seznam zápasů české a ukrajinské hokejové reprezentace na MS.

## Mistrovství světa v ledním hokeji
| Datum    | Číslo | Česko | Výsledek | Zápas | MS   | Místo    | Branky České republiky                                          |
| -------- | ----- | ----- | -------- | ----- | ---- | -------- | --------------------------------------------------------------- |
| 2.5.2003 | 1     | Česko | 5:2      | OS    | 2003 | Helsinky | 2x Milan Hejduk • Martin Straka • Petr Kadlec • Jaroslav Hlinka |
| Zdroj    |       |       |          |       |      |          |                                                                 |